# بثينة اليعقوبي
بثينة اليعقوبي (ولدت في 31 كانون الثاني / يناير 1991) هي رياضية تمارس رياضة العدو وتتنافس دوليا ممثلة سلطنة عمان.
ومثلت اليعقوبي سلطنة عمان في دورة الألعاب الاولمبية الصيفية 2008 في بكين. وتنافست في سباق 100 متر وحصلت على المركز التاسع خلال فترة الاحماء دون التقدم إلى الجولة الثانية. واجتازت المسافة في وقت 13.90 ثانية فقط.

## روابط خارجية
- بثينة اليعقوبي على موقع الاتحاد الدولي لألعاب القوى (الإنجليزية)
- بثينة اليعقوبي على موقع أوليمبيديا (الإنجليزية)